# كريغ ويلد
كريغ ويلد (بالإنجليزية: Gregg Wylde) (23 مارس 1991 في المملكة المتحدة - ) هو لاعب كرة قدم بريطاني في مركز الوسط. شارك مع منتخب اسكتلندا تحت 17 سنة لكرة القدم ومنتخب اسكتلندا تحت 19 سنة لكرة القدم ومنتخب اسكتلندا تحت 21 سنة لكرة القدم. أما مع النوادي، فقد لعب مع بولتون واندررز ونادي أبردين ونادي بوري ونادي رينجرز ونادي سانت ميرين ونادي بليموث أرجايل.

## وصلات خارجية
- كريغ ويلد على موقع الاتحاد الإسكتلندي (الإنجليزية)
- كريغ ويلد على موقع قاعدة بيانات كرة القدم.إي يو (الإنجليزية)
- كريغ ويلد على موقع Soccerbase.com (لاعب) (الإنجليزية)
- كريغ ويلد على موقع Soccerway.com (الإنجليزية)
- كريغ ويلد على موقع عالم كرة القدم.نت (الإنجليزية)